# Архиепархия Карачи
Архиепархия Карачи (лат. Archidioecesis Karachiensis) — архиепархия Римско-Католической церкви с центром в городе Карачи, Пакистан. Архиепархия Карачи распространяет свою юрисдикцию на территорию провинции Синд. Кафедральным собором архиепархии Карачи является церковь святого Патрика в городе Карачи.

## История
Августинцы первыми начали миссию в деревне Колачи в 17 веке. За ними последовали босые кармелиты, работавшие в этом районе до 1672 года.
20 мая 1948 года Римский папа Пий XII издал буллу Opportunis providentiae, которой учредил епархию Карачи, выделив её из архиепархии Бомбея. В этот же день епархия Карачи вошла в митрополию Бомбея.
15 июля 1950 года Римский папа Пий XII выпустил буллу Rerum locorumque, которой преобразовал епархию Карачи в архиепархию.
28 апреля 1958 года и 9 ноября 2001 года архиепархия Карачи передала часть своей территории для возведения новой епархии Хайдарабада и нового апостольского викариата Кветты.

## Ординарии архиепархии
- епископ Джеймс Корнелиус ван Мильтенбург OFM[1](20.05.1948 — 28.04.1958) — назначен ординарием епархии Фейсалабада;
- кардинал Иосиф Кордейро (7.05.1958 — 11.01.1994);
- архиепископ Симеон Энтони Перейра (11.02.1994 — 20.11.2002);
- архиепископ Эварист Пинто (5.01.2004 — 25.01.2012);
- кардинал Джозеф Куттс (25.01.2012 — 11.02.2021, в отставке);
- архиепископ Бенни Марио Травас (11.02.2021 — по настоящее время).

## Источник
- Annuario Pontificio, Libreria Editrice Vaticana, Città del Vaticano, 2003, ISBN 88-209-7422-3
- Булла Opportunis providentiae Архивная копия от 27 марта 2010 на Wayback Machine, AAS 41 (1949), стр. 62  (лат.)
- Булла Rerum locorumque Архивная копия от 3 марта 2016 на Wayback Machine, AAS 43 (1951), стр. 66  (лат.)